# Probur Utara
Probur Utara is een bestuurslaag in het regentschap Alor van de provincie Oost-Nusa Tenggara, Indonesië. Probur Utara telt 1135 inwoners (volkstelling 2010).